# 죽이러 갑니다
"죽이러 갑니다"는 2011년 공개된 대한민국의 영화이다.

## 배역
- 이경영 : 노동자 역
- 김병춘 : 엄 사장 역
- 김진수 : 오 피디 역
- 강인형 : 태현 역
- 김꽃비 : 주현 역
- 박영서 : 배달부 역
- 이현정 : 오 여사 역